# Modulare Funktion (harmonische Analyse)
Die modulare Funktion ist ein Begriff aus der harmonischen Analyse, das heißt aus der Theorie der lokalkompakten Gruppen. Die modulare Funktion misst eine Links-rechts-Asymmetrie der Gruppe.

## Definition
Es sei {\displaystyle G} eine lokalkompakte Gruppe. Dann gibt es bekanntlich ein linksinvariantes Haarsches Maß {\displaystyle \mu } auf {\displaystyle G}. Linksinvarianz bedeutet dabei, dass {\displaystyle \mu (tA)=\mu (A)} für alle {\displaystyle t\in G} und alle Borelmengen {\displaystyle A\subset G}. Daraus folgt im Allgemeinen nicht, dass {\displaystyle \mu } auch rechtsinvariant ist, das heißt, es kann durchaus {\displaystyle \mu (At)\not =\mu (A)} gelten. 
Für festes {\displaystyle t\in G} ist die Abbildung {\displaystyle \mu _{t}\colon A\mapsto \mu (At)} ebenfalls ein linksinvariantes Haarsches Maß, wie man leicht bestätigen kann. Da ein solches bis auf eine Konstante eindeutig bestimmt ist, gibt es eine Zahl {\displaystyle \Delta _{G}(t)\in \mathbb {R} ^{+}} mit {\displaystyle \mu _{t}\,=\,\Delta _{G}(t)\mu }, das heißt {\displaystyle \mu (At)\,=\,\Delta _{G}(t)\mu (A)} für alle messbaren {\displaystyle A\subset G}. 
Auf diese Weise erhält man eine Abbildung {\displaystyle \Delta _{G}\colon G\rightarrow \mathbb {R} ^{+}}, die sich als unabhängig von der Wahl des linksinvarianten Haarschen Maßes {\displaystyle \mu } erweist und ein stetiger Homomorphismus von {\displaystyle G} in die multiplikative Gruppe {\displaystyle \mathbb {R} ^{+}} ist. {\displaystyle \Delta _{G}} heißt die modulare Funktion von {\displaystyle G}

## Unimodulare Gruppen
Gruppen, für die die modulare Funktion gleich der konstanten Funktion {\displaystyle \Delta _{G}(t)=1} für alle {\displaystyle t\in G} ist, nennt man unimodular. Das sind genau diejenigen Gruppen, für die ein linksinvariantes Haarsches Maß auch rechtsinvariant ist. Drei wichtige Typen lokalkompakter Gruppen sind automatisch unimodular:
- Kommutative lokalkompakte Gruppen sind unimodular, denn wegen der Kommutativität sind linksinvariante Maße natürlich auch rechtsinvariant.
- Kompakte Gruppen sind unimodular, denn das Bild der modularen Funktion muss eine kompakte Untergruppe in {\displaystyle \mathbb {R} ^{+}} sein, und da kommt nur {\displaystyle \{1\}} in Frage.
- Diskrete Gruppen sind unimodular, denn die Vielfachen des Zählmaßes sind genau die links- und rechtsinvarianten Haarschen Maße.

Ein Beispiel für eine unimodulare, lokalkompakte Gruppe, die unter keinen dieser drei Typen fällt, ist die allgemeine lineare Gruppe {\displaystyle GL(n,\mathbb {R} )}. Ein links- und rechts-invariantes Maß ist durch
{\displaystyle \mu (A)=\int _{A}{\frac {1}{|\det(u)|}}\,\mathrm {d} \lambda (u)}
gegeben, wobei {\displaystyle \lambda } das Lebesguemaß auf {\displaystyle \mathbb {R} ^{n^{2}}} ist.

## Beispiel
Wir geben hier ein Beispiel für eine nicht-triviale modulare Funktion. Es sei {\displaystyle G} die lokalkompakte Gruppe aller {\displaystyle 2\times 2}-Matrizen
{\displaystyle {\begin{pmatrix}a&b\\0&1\end{pmatrix}}}
mit {\displaystyle a,b\in \mathbb {R} ,a>0}. Ein links-invariantes Haarsches Maß ist durch
{\displaystyle \mu (A)=\int _{\mathbb {R} }\int _{\mathbb {R} ^{+}}{\frac {1}{a^{2}}}\,\mathrm {d} a\mathrm {d} b}
gegeben, ein rechtsinvariantes durch
{\displaystyle \nu (A)=\int _{\mathbb {R} }\int _{\mathbb {R} ^{+}}{\frac {1}{a}}\,\mathrm {d} a\mathrm {d} b}.
Damit ergibt sich
{\displaystyle \Delta _{G}({\begin{pmatrix}a&b\\0&1\end{pmatrix}})\,=\,{\frac {1}{a}}}.

## Rechenregeln
Es sei {\displaystyle G} eine lokalkompakte Gruppe mit linksinvariantem Haarschen Maß {\displaystyle \mu }. Für eine Funktion {\displaystyle f\colon G\rightarrow R} sei {\displaystyle f_{s}(t)\,:=\,f(ts^{-1})}, die sogenannte Translation von {\displaystyle f} um {\displaystyle s}.
Ist {\displaystyle \chi _{A}} die charakteristische Funktion der Borelmenge {\displaystyle A}, so ist {\displaystyle (\chi _{A})_{s}=\chi _{As}} und daher nach Konstruktion der modularen Funktion
{\displaystyle \int (\chi _{A})_{s}(t)\mathrm {d} \mu (t)=\int \chi _{As}(t)\mathrm {d} \mu (t)=\mu (As)=\Delta _{G}(s)\mu (A)=\Delta _{G}(s)\int \chi _{A}(t)\mathrm {d} \mu (t)}.
Mit den üblichen maßtheoretischen Schlüssen erhält man daraus für jede {\displaystyle \mu }-integrierbare Funktion {\displaystyle f}:
{\displaystyle \int f_{s}(t)\mathrm {d} \mu (t)=\Delta _{G}(s)\int f(t)\mathrm {d} \mu (t)}.
Weiter tritt die modulare Funktion auf, wenn man über invertierte Argumente integriert. Für {\displaystyle \mu }-integrierbare Funktionen {\displaystyle f} auf {\displaystyle G} gilt
{\displaystyle \int f(t^{-1})\Delta _{G}(t^{-1})\mathrm {d} \mu (t)\,=\,\int f(t)\mathrm {d} \mu (t)}.
Schließlich kommt die modulare Funktion in der Definition der Involution auf der Faltungsalgebra {\displaystyle L^{1}(G)} vor. Auf dem {\displaystyle L^{1}}-Raum über {\displaystyle (G,\mu )} definiere man für Funktionen {\displaystyle f,g\in L^{1}(G)}
{\displaystyle f\star g(t)\,:=\int f(s)g(s^{-1}t)\mathrm {d} \mu (s)}
{\displaystyle f^{*}(t):=\Delta _{G}(t^{-1}){\overline {f(t^{-1})}}}.
Dabei ist {\displaystyle f\star g} nur fast überall definiert, nämlich dort, wo das Integral existiert, und der Querstrich steht für die komplexe Konjugation. Mit dem durch {\displaystyle \star } definierten sogenannten Faltungsprodukt und der Abbildung {\displaystyle f\mapsto f^{*}} wird {\displaystyle L^{1}(G)} zu einer Banachalgebra mit isometrischer Involution. Die Untersuchung dieser Banachalgebra ist ein wichtiges Instrument der harmonischen Analyse.